# Vojvođanska bajka
Vojvođanska bajka je album pevačice Merime Njegomir sa vojvođanskim i starogradskim pesmama. Merimu su na albumu pratili Veliki tamburaški i Veliki narodni orkestar Radio-televizije Vojvodine. Ovo je osamnaesti studijski album u karijeri Merime Njegomir. Objavljen je 2005. godine u izdanju PGP RTS, povodom trideset godina Televizije Novi Sad i četrdeset godina „Studija M” Radija Novi Sad.

## Pesme na albumu
| Br. | Naziv pesme                   | Muzika                   | Tekst                  | Aranžman         |
| --- | ----------------------------- | ------------------------ | ---------------------- | ---------------- |
| 1.  | Vojvođanska bajka             | Đorđe Kurjakov           | Dragana Trninić Dokić  | Zoran Drakula    |
| 2.  | Magle, magle                  | Zoran Mulić              | Miodrag Petrović       | Zoran Mulić      |
| 3.  | Dunav ima tvoje oči           | Tihomir Hadžalić         | Goran Jović            | Zoran Mulić      |
| 4.  | Te oči tvoje zelene           | Boris Prozorovski        | Sergije Strahov        | J. Azbukin       |
| 5.  | Molitva je za me              | Jene Šandor              | Jene Šandor            |                  |
| 6.  | Ti bi hteo pesmom da ti kažem | varoška                  | varoška                |                  |
| 7.  | Kad je cvao jorgovan          | Novak Radulović          | J. Marić (Mario Kinel) | Petar Bahun      |
| 8.  | Opija lipa                    | Aleksandar Petković      | Svetlana Cvetičanin    | Petar Popa       |
| 9.  | Uspomene                      | Rade Radivojević         | Gale Janković          | Rade Radivojević |
| 10. | Ti ne znaš šta je ljubav      | varoška                  | varoška                |                  |
| 11. | Teško je ljubit' tajno        | varoška                  | varoška                |                  |
| 12. | Pogreših samo jedno           | Stojan Andrić            | Stojan Andrić          |                  |
| 13. | Stari Cigan                   | Arpad Balaž              | Arpad Balaž            |                  |
| 14. | Za tobom moje srce žudi       | Davorin Jenko (D. Jožel) | Novica Mitić           |                  |
| 15. | Tamno višnjeve boje šal       | ruska romansa            | ruska romansa          |                  |
| 16. | Najlepša ruža                 | Veselin Matejin Remin    | Veselin Matejin Remin  | Branislav Tubić  |

## Napomene
- Pesma 2: Festival Zlatna tamburica 1998.
- Pesma 14: Festival Zlatna tamburica 2001.
- Pesma 16 — bonus pesma

## Spoljašnje veze
- Informacije o albumu na Diskogsu